# Deudorix unda
Deudorix unda är en fjärilsart som beskrevs av M.Gaede 1915. Deudorix unda ingår i släktet Deudorix och familjen juvelvingar. Inga underarter finns listade i Catalogue of Life.